# Бєляєв Максим Володимирович
Максим Володимирович Бєляєв (рос. Максим Владимирович Беляев; 24 серпня 1979, м. Усть-Каменогорськ, СРСР) — казахський хокеїст, нападник.

## Спортивна кар'єра
Вихованець хокейної школи «Торпедо» (Усть-Каменогорськ). Виступав за «Торпедо» (Усть-Каменогорськ), «Казахмис» (Караганда), «Салават Юлаєв» (Уфа), «Лада» (Тольятті), «Барис» (Астана), «Югра» (Ханти-Мансійськ), «Амур» (Хабаровськ).
У складі національної збірної Казахстану учасник чемпіонатів світу 2006, 2008 (дивізіон I), 2009 (дивізіон I) і 2011 (дивізіон I). У складі молодіжної збірної Казахстану учасник чемпіонату світу 1999.

## Статистика
| Сезон              | Клуб                     | Ліга               | Регулярний сезон | Регулярний сезон | Регулярний сезон | Регулярний сезон | Регулярний сезон | Плей-оф | Плей-оф | Плей-оф | Плей-оф | Плей-оф |
| Сезон              | Клуб                     | Ліга               | І                | Г                | П                | О                | ШХ               | І       | Г       | П       | О       | ШХ      |
| ------------------ | ------------------------ | ------------------ | ---------------- | ---------------- | ---------------- | ---------------- | ---------------- | ------- | ------- | ------- | ------- | ------- |
| 2005–06            | «Салават Юлаєв» (Уфа)    | Росія              | 24               | 2                | 4                | 6                | 14               | —       | —       | —       | —       | —       |
| 2006–07            | «Салават Юлаєв» (Уфа)    | Росія              | 54               | 6                | 15               | 21               | 68               | 8       | 0       | 1       | 1       | 6       |
| 2007–08            | «Лада» (Тольятті)        | Росія              | 29               | 5                | 5                | 10               | 20               | —       | —       | —       | —       | —       |
| Всього в Суперлізі | Всього в Суперлізі       | Всього в Суперлізі | 107              | 13               | 24               | 37               | 102              | 8       | 0       | 1       | 1       | 6       |
| 2008–09            | «Барис» (Астана)         | КХЛ                | 11               | 0                | 3                | 3                | 0                | —       | —       | —       | —       | —       |
| 2008/09            | «Лада» (Тольятті)        | КХЛ                | 27               | 0                | 5                | 5                | 12               | 4       | 1       | 0       | 1       | 0       |
| 2010/11            | «Югра» (Ханти-Мансійськ) | КХЛ                | 52               | 3                | 3                | 6                | 30               | 6       | 0       | 2       | 2       | 0       |
| 2011/12            | «Югра» (Ханти-Мансійськ) | КХЛ                | 37               | 3                | 4                | 7                | 34               | 4       | 1       | 0       | 1       | 29      |
| 2012/13            | «Югра» (Ханти-Мансійськ) | КХЛ                | 26               | 2                | 2                | 4                | 8                | —       | —       | —       | —       | —       |
| 2012/13            | «Амур» (Хабаровськ)      | КХЛ                | 15               | 0                | 1                | 1                | 4                | —       | —       | —       | —       | —       |
| Всього в КХЛ       | Всього в КХЛ             | Всього в КХЛ       | 168              | 8                | 18               | 26               | 88               | 14      | 2       | 2       | 4       | 29      |

У національній збірній:
| Сезон | Команда   | Турнір   | І | Г | П | О | ШХ |
| ----- | --------- | -------- | - | - | - | - | -- |
| 2006  | Казахстан | ЧС       | 3 | 0 | 2 | 2 | 2  |
| 2008  | Казахстан | ЧС (D1)  | 5 | 1 | 3 | 4 | 4  |
| 2009  | Казахстан | ЧС (D1)  | 5 | 3 | 3 | 6 | 8  |
| 2011  | Казахстан | Азія     | 3 | 3 | 2 | 5 | 2  |
| 2011  | Казахстан | ЧС (D1А) | 5 | 2 | 1 | 3 | 0  |
| 2013  | Казахстан | ОІ (кв)  | 3 | 0 | 0 | 0 | 2  |
| 2013  | Казахстан | ЧС (D1А) | 5 | 0 | 1 | 1 | 2  |